# Cees Berkhouwer
Cornelis (Cees) Berkhouwer (Alkmaar, 19 maart 1919 – Alkmaar, 5 oktober 1992) was een Nederlands politicus. Namens de Volkspartij voor Vrijheid en Democratie was hij onder meer lid van de Tweede Kamer en het Europees Parlement.
Boerenkees, ook wel Boeren Keesie, zoals Berkhouwer wel werd genoemd, was een advocaat die zich in de Tweede Kamer aanvankelijk bezighield met justitie. Later werd hij woordvoerder voor buitenlandse zaken en pleitbezorger voor Europese samenwerking. Hij werd hét gezicht van de VVD in Europa, onder andere doordat hij enige tijd voorzitter van het Europees Parlement was. Hij was een handig parlementariër, die, als hij zich niet had voorbereid op een debat, als laatste spreker niet zonder enige bombarie een samenvatting gaf van wat zijn voorgangers hadden gezegd.
Berkhouwer was een flamboyant man, die, hoewel andere drank zijn voorkeur had, op de radio reclame maakte voor melk: "Mijn naam is Cornelis Berkhouwer, vicevoorzitter van het Europese Parlement. Ik drink melk, U ook?" Hij werd uitgeroepen tot Pijproker van het jaar 1973. Lezers van het Pijprokers Magazine verkozen hem boven cartoonist Dik Bruynesteyn, oud-minister van Buitenlandse Zaken Norbert Schmelzer en televisieregisseur Ralph Inbar.
- Biografisch Portaal: 07896853
- Gemeinsame Normdatei: 108469182
- International Standard Name Identifier: 0000 0000 0634 8914
- Nederlandse Thesaurus van Auteursnamen: 068817142
- Parlement.com: vg09lkxzvly0
- Système universitaire de documentation: 117292877
- Trove: 1497622
- Virtual International Authority File: 74396684
- WorldCat: E39PBJhmHdXD3gbYmdB94y3RKd